# Xu Bing
Xu Bing en chino: 徐冰 y en pinyin Xú Bīng (Chongqing, 1955) es un artista chino que fue vicepresidente de la Academia Central de Bellas Artes. Es conocido por sus habilidades de grabado y arte de instalación, así como por el uso artístico creativo del lenguaje, las palabras y el texto y cómo afectan a nuestra comprensión del mundo. Es profesor adjunto de AD White en la Universidad Cornell. Fue galardonado con el Programa MacArthur Fellows en 1999 y el Premio Fukuoka en 2003.

## Biografía
Nacido en Chongqing en 1955, Xu creció en Beijing. Su padre era el director del departamento de historia de la Universidad de Pekín. En 1975, cerca del final de la Revolución Cultural, fue trasladado al campo durante dos años como parte de la política de "reeducación" de Mao Zedong. Al regresar a Beijing en 1977, se matriculó en la Academia Central de Bellas Artes de China (CAFA) en Beijing, donde se unió al departamento de grabado y también trabajó durante un corto período de tiempo como profesor, obteniendo su maestría en Bellas Artes en 1987. Después de las protestas de la Plaza de Tiananmen de 1989, su trabajo reciente fue objeto de escrutinio por parte del gobierno y recibió duras críticas porque se percibió como una crítica al gobierno chino. Debido a la presión política y las restricciones artísticas del período posterior a Tiananmen en China, Xu Bing, como muchos de sus contemporáneos, se mudó a los Estados Unidos en 1990, donde fue invitado por la Universidad de Wisconsin-Madison. Residió en los Estados Unidos hasta su nombramiento como vicepresidente de la CAFA de Beijing en 2008.
Entre los años 1990 y 1991, Xu tuvo su primera exposición en los Estados Unidos en el Museo de Arte Elvehjem de la Universidad de Wisconsin-Madison (ahora Museo de Arte Chazen), incluidas sus instalaciones A Book from the Sky y Ghosts Pounding the Wall. En Book from the Sky, el artista inventó 4.000 caracteres y los talló a mano en bloques de madera, luego los usó como tipos móviles para imprimir volúmenes y pergaminos, que se muestran dispuestos en el suelo y colgados del techo. Los vastos planos de texto parecen transmitir sabiduría antigua, pero en realidad son ininteligibles. The Glassy Surface of a Lake, una instalación específica del espacio para este lugar, Elvehjem, estuvo expuesto en los años 2004-05. En esta obra, una red de letras de aluminio fundido que forman un pasaje de Walden de Henry David Thoreau se extiende por el atrio del museo y se vierte en una pila ilegible de letras hacia el piso inferior.
Trabajando con una amplia gama de medios, Xu crea instalaciones que cuestionan la idea de comunicar significado a través del lenguaje, demostrando cómo tanto los significados como las palabras escritas pueden manipularse fácilmente. Recibió una subvención de la Fundación MacArthur en julio de 1999, otorgada por "originalidad, creatividad, autodirección y capacidad para contribuir de manera importante a la sociedad, particularmente con el grabado y la caligrafía".
En 2003 expuso en el entonces nuevo Centro de Artes Chinas en Mánchester, y en 2004 ganó el premio inaugural "Artes Mundi" en Gales por ¿Dónde se acumula el polvo?, una instalación que usa polvo que recolectó en la ciudad de Nueva York el día después de la destrucción del World Trade Center. También ganó medio año de trabajo y estudio gratis en la Academia Americana de Berlín en 2004.
Xu Bing fue nombrado nuevo vicepresidente de la Academia Central de Bellas Artes en marzo de 2008.

## Arte

### Obras tempranas
Mientras estuvo en la Academia Central de Bellas Artes, Xu Bing dominó el estilo de arte del realismo socialista tan predominante durante la era maoísta. Después de graduarse en grabado, el artista buscó otros caminos de inspiración y creó grabados en madera simples pero dramáticos, como Shattered Jade (1977) y Bustling Village on the Water (1980–81, 繁忙的水乡). En 1987, Xu volvió a su formación inicial en grabado para crear piezas de instalación grandes y elaboradas como Book from the Sky (1987) y Ghosts Pounding the Wall (1990).

### Piezas de instalación

#### Un libro del cielo
Tianshu ("Libro del cielo") de Xu es una gran instalación que presenta filas de libros dispuestos con precisión y pergaminos colgantes con textos escritos en "chino". Aun así, este trabajo desafía nuestro propio enfoque del lenguaje debido a la naturaleza única del texto escrito en el papel. Presentado por primera vez en Beijing en 1988, la élite culta se sintió menospreciada por el movimiento audaz del artista al diseñar e imprimir más de 4.000 caracteres que parecían chinos pero que no tenían ningún significado según el lenguaje mandarín estándar. Xu infunde significado a su trabajo provocando confusión e incomodidad en su audiencia, principalmente debido al hecho de que los caracteres chinos utilizados en estos textos no son caracteres "reales".
Esta pieza fue bien recibida en China hasta 1989, cuando el drama social y político durante las protestas de la Plaza de Tiananmen llevó al gobierno a mirar con recelo la obra artística Tianshu de Xu Bing. Salió de China en 1991 para disfrutar la libertad política y artística de los Estados Unidos, Xu continuó explorando y expresando sus pensamientos sobre la deconstrucción del lenguaje para desafiar nuestras suposiciones culturales más "naturales". Su trabajo que invitaba a la reflexión atrajo al público occidental y pronto se convirtió en uno de los principales artistas de la escena artística china moderna.

#### Fantasmas golpeando la pared
Usando su experiencia en grabado, en mayo y junio de 1990, Xu, con un equipo de estudiantes de arte y la ayuda de los residentes locales comenzaron un proyecto monumental: crear un calco de una sección de la Gran Muralla en Jinshanling. Para crear los calcos, Xu utilizó métodos y materiales completamente tradicionales chinos para calcar piedra, incluido papel de arroz y tinta. Con unas medidas de 32 mx 15 m, la pieza de instalación resultante consta de 29 calcos de diferentes secciones de la Gran Muralla.
Como en el caso de muchas otras de sus obras, Xu relacionó directamente su colosal pieza, Ghosts Pounding the Wall, con la situación política en China. Mientras investigaba su trabajo estaba instalado en el Museo de Arte Elvehjem, Xu dijo que su Gran Muralla representa "un tipo de pensamiento que no tiene sentido y es muy conservador, un pensamiento realmente cerrado que simboliza el aislacionismo de la política china". Las impresiones de la Gran Muralla se elevan a ambos lados de la exhibición, haciendo que el espectador parezca pequeño e insignificante en comparación con las representaciones masivas y amenazantes de paredes de piedra sólida.

#### Caligrafía de palabra cuadrada

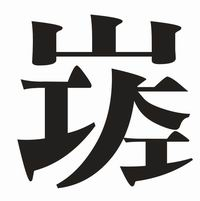
Un ejemplo de la caligrafía 'Palabra cuadrada' de Xu Bing, que combina caracteres latinos en formas que se asemejan a los caracteres chinos. La palabra es 'wiki '.

A partir de 1994, comenzó a escribir caracteres chinos que no tenían sentido para los chinos pero que eran comprensibles para los angloparlantes porque eran palabras de un bloque, hechas de letras inglesas dobladas en forma de hanzi. Llamó a esto Nueva Caligrafía Inglesa, y dio clases sobre cómo escribir los caracteres.

#### Historia de fondo
En su serie Historia de fondo, Xu utiliza materiales inusuales para crear una pintura de pergamino chino engañosamente típica. Desde el frente, la pieza se parece mucho a una pintura en pergamino tradicional de Shan Shui (Paisaje), con imágenes de montañas, árboles y ríos. Sin embargo, cuando se ve con más perspectiva, el espectador se sorprende al descubrir que la hermosa "pintura" se creó utilizando las formas y sombras de restos de plantas naturales al azar. Una vez más, Xu Bing desafía las suposiciones básicas de su audiencia y les muestra que no siempre todo es lo que parece.

#### Proyecto Fénix
En 2008, después de regresar a China para ocupar el cargo en la Academia Central de Bellas Artes de China, se le pidió a Xu que creara una escultura para el atrio del World Financial Center, que en ese momento se estaba desarrollando en Beijing. Se sorprendió por las condiciones de trabajo primitivas que vio en el sitio de construcción, y luego dijo que "hicieron que mi piel temblara". Se inspiró para construir dos grandes esculturas en forma de pájaros que están hechas en gran parte de escombros de construcción y herramientas que rescató del sitio. La escultura más grande, de 100 pies (30 metros) de largo, se identifica como un hombre y se llama Fenghuang de acuerdo con la tradición china del fénix. El más pequeño mide 90 pies (27 metros) de largo y es una mujer llamada Huang. Originalmente planificado para cuatro meses, las esculturas finalmente tardaron dos años en construirse; en ese momento, los desarrolladores del complejo habían decidido que las esculturas no satisfacían sus necesidades. Se exhibieron en el Museo de Arte Contemporáneo en Beijing y en la Exposición Universal de Shanghái de 2010 antes de llegar a los Estados Unidos en 2012. Después de un año en el Museo de Arte Contemporáneo de Massachusetts, luego se trasladaron a la Catedral de San Juan el Divino en la ciudad de Nueva York, donde se dieron a conocer al público el 1 de marzo de 2014. Fueron suspendidos del techo de la nave, donde ahora se espera que pasen alrededor de un año. La escultura del Fénix es el tema del documental Xu Bing: Phoenix de Daniel Traub.

### Medios posteriores
El medio artístico de Xu ha evolucionado a lo largo de los años, transformándose de un estilo a otro: grabado y tallado en madera, instalaciones artísticas, representaciones en vivo, trabajo en metal y escultura, paisajismo e incluso medios virtuales y digitales.
Llevando el arte de instalación un paso más allá, Xu se centró en el arte de la representación en vivo usando animales en sus exhibiciones, como en el caso de Silkworm Series y Case Study of Transference (usando gusanos de seda y cerdos, respectivamente) en 1994, o exhibiendo ovejas en The Net (1997). Más tarde, exploró la combinación de medios modernos y tradicionales, como en el caso de Background Story (2004-presente), donde su trabajo imita un pincel chino tradicional y un rollo de tinta, visto desde el frente, pero de hecho está diseñado por medio de las sombras proyectadas de plantas y palos. Incluso más recientemente, Xu Bing se ha adentrado en la escultura y la metalurgia, como se ve en Monkeys Grasping the Moon (2001) y Phoenix Project (2010).

## Influencias y temas
El arte de Xu refleja principalmente los problemas culturales que surgieron durante sus primeros años de vida en China. En particular, las reformas culturales y lingüísticas promulgadas por el Partido Comunista de China bajo el liderazgo de Mao Zedong pesan mucho sobre los artistas chinos modernos que vivieron este período. De manera similar, la Revolución Cultural (1966-1976) también incentiva la conciencia artística china moderna, a pesar de que diferentes artistas se han centrado en diferentes visiones. Xu, en particular, juega con la noción de la paradoja entre el poder y la inconstancia del lenguaje, de lo que significa ser humano y de cómo nuestras percepciones colorean nuestra visión del mundo.
Xu juega incesantemente con el papel, el propósito y la realidad del lenguaje. Al principio de su vida, su padre le hacía escribir una página de caracteres al día, animándolo no solo a copiar las formas a la perfección, sino también a capturar su espíritu, su esencia. Durante las reformas culturales de Mao y la reorganización del idioma chino estándar, Xu experimentó la constante reforma de las palabras. Este cambio lingüístico constante influyó en su arte: Xu enfatiza la inmortalidad de la esencia del lenguaje mientras ilustra vívidamente la impermanencia y el capricho de las palabras mismas. De esta manera, el lenguaje se vuelve maleable y puede moldearse para liberar o controlar. Así como es casi imposible separar la vida de la política durante la era de la Revolución Cultural (y sus ramificaciones en las décadas siguientes), Xu también entrelaza mensajes políticos en su arte.
No fue hasta 2008 que Xu dejó de lado el arte reaccionario post-maoísta y trabajó en otros temas. Por ejemplo, asumió proyectos ambientales como Forest Project, que fomentó el "flujo ininterrumpido de fondos de los países desarrollados a Kenia, destinados a la plantación de nuevos árboles". Aun así, su enfoque siempre está en el efecto que los problemas ambientales tienen en las personas, como los pueblos de Kenia, no necesariamente en los efectos en el paisaje o en la situación política.
En el cambio de milenio, surgió un nuevo patrón social definitorio después de los ataques terroristas en los Estados Unidos el atentados del 11 de septiembre de 2001. La tensión creció entre Occidente y Oriente Medio, y finalmente estalló en lo que se denominó "la guerra contra el terrorismo ". Esta situación dio lugar a temas sociales de ansiedad y desesperanza, que finalmente se filtraron en el ámbito de las artes. Aun así, algunos artistas como Xu optaron por explorar la serenidad que se encuentra en medio del caos, como ilustra su obra Where does the Dust Itself Collect? (2004, 2011). Para esta obra, el artista recogió polvo de las secuelas del derrumbe de las Torres Gemelas de Nueva York tras el 11 de septiembre de 2001 y lo utilizó para recrear la película gris que cubrió Manhattan en las semanas posteriores a los atentados. Grabado en el polvo, un poema del budismo dice: "Como no hay nada desde el principio, ¿dónde se acumula el polvo?" Utilizando esta tragedia como expresión de la narrativa humana, Xu explora la relación entre lo material y lo espiritual, y analiza "las complicadas circunstancias creadas por las diferentes perspectivas del mundo".

## Reconocimientos
- Doctor Honoris Causa en Humanidades, Universidad de Columbia, Nueva York (2010)
- Premio a la Trayectoria del Consejo de Gráficos del Sur (2006)
- Premio de la Asociación Internacional de Críticos de Arte a la "Mejor instalación u obra de arte única en un museo, Nueva Inglaterra" (2006)
- Premio Amigos de la Juventud, Nueva York (2005)
- Premio Artes Mundi (2004)
- Beca Coca-Cola de la Academia Estadounidense en Berlín (2004)
- Premio de Cultura Asiática de Fukuoka (2003)
- Premio MacArthur (1999)
- Premio de la Fundación Pollack Krasner (1998)

## Obras seleccionadas
- Revista Lanman Shanhua (Flores de montaña brillantes) (1975-1976)
- Un libro del cielo (1987-1991)
- Fantasmas golpeando la pared (1990-1991)
- ABC... (1991-1994)
- Post testamento (1992-1993)
- Alfabetización brasil (1993)
- Un estudio de caso en transferencia (1994)
- Introducción a la caligrafía de palabras cuadradas (1994–1996)
- Diccionario de Oxford: definición de pájaro (1994-1996)
- Libro de gusanos de seda (1995)
- Cartas perdidas (1997)
- Postales Landscript (1999-2000)
- Libro Rojo (Proyecto Tabaco) (2000)
- Libro desde el suelo (2003-2012)
- Diez mil árboles (2004)
- Monos agarrando la luna (2008-en curso)
- Libro desde el suelo: de punto a punto (2013)

## En la cultura popular
Películas
- 2013 - La pasión perdurable por la tinta de Britta Erickson